# Gran Premio di San Marino 1981
Il Gran Premio di San Marino 1981 è stata la quarta prova della stagione 1981 del Campionato mondiale di Formula 1. Si è corsa domenica 3 maggio 1981 all'Autodromo Dino Ferrari di Imola. La gara è stata vinta dal brasiliano Nelson Piquet su Brabham-Ford Cosworth; per il vincitore si trattò del quinto successo nel mondiale. Ha preceduto sul traguardo l'italiano Riccardo Patrese su Arrows-Ford Cosworth e l'argentino Carlos Reutemann su Williams-Ford Cosworth.

## Vigilia

### Aspetti tecnici
La variante delle Acque Minerali venne leggermente modificata, rendendola più veloce.
A seguito delle polemiche sulla regolarità delle sospensioni della Brabham BT49C anche l'Alfa Romeo testò un tipo di soluzione tecnica simile. La Ferrari presentò una vettura a telaio allungato, tramite il posizionamento di un distanziale di 15 centimetri posto tra cambio e motore; il nuovo telaio avrebbe dovuto garantire una migliore disposizione dei pesi. La Williams utilizzò un motore Ford Cosworth DFV preparato per la prima volta dalla Judd.
Il 17 aprile venne insediata la nuova Commissione per la F.1: oltre ai rappresentanti di Scuderia Ferrari, Renault e Alfa Romeo, vi furono inseriti anche Bernie Ecclestone, capo della FOCA, Max Mosley (legale della stessa associazione) e un membro della Lotus. Per gli organizzatori entrarono quelli dei gran premi di Long Beach e Montreal (vicini alla FOCA) e quelli del Belgio e di Monaco (vicini alla FISA). Per i piloti fu nominato il campione del mondo in carica Alan Jones, senza diritto di voto. Nel corso della riunione Jean-Marie Balestre confermò la regolarità della Brabham BT49C, e condonò la multa di 100.000 dollari, comminata alla Lotus per le dichiarazioni di Colin Chapman in occasione del Gran Premio d'Argentina. La posizione della FISA sulle Brabham venne però contestata da Jean Sage, direttore sportivo della Renault, che si augurò che i commissari di Imola la dichiarassero illegale.

Miguel Ángel Guerra dell'Osella subì un incidente al primo giro; venne sostituito nel successivo Gran Premio del Belgio e così non ebbe più l'occasione di correre in Formula 1.

Il 23 aprile il Tribunale d'Appello della FISA giudicò illegale, in via definitiva, la Lotus 88. La vettura, a doppio telaio, presentata al Gran Premio di Long Beach, era stata subito esclusa dai commissari di gara, ma il Tribunale Sportivo di Atlanta aveva successivamente dato ragione alla scuderia britannica. Il team, non avendo a disposizione delle vetture per la gara imolese, si trovò costretto a non partecipare al gran premio. La Lotus era sempre stata presente dal Gran Premio degli Stati Uniti d'America 1970.
La Toleman portò all'esordio il modello TG181. La vettura era equipaggiata con un motore turbo della Brian Hart Ltd., casa britannica fondata nel 1969, all'esordio in F1, ma con una certa esperienza in Formula 2. La vettura era gommata dalla Pirelli; la casa milanese mancava nella massima formula dal Gran Premio del Marocco 1958, in cui aveva rifornito la Maserati. La Pirelli aveva già vinto 40 gran premi iridati, tra il 1950 e il 1957.
Un altro gommista fece il suo ritorno in F1: la Avon, che forniva la Fittipaldi. La Avon aveva già disputato alcune gare negli anni cinquanta; l'ultima sua apparizione risaliva al Gran Premio d'Italia 1959, con l'Aston Martin.
Pur in assenza della Lotus 88 le controversie in merito alla regolarità delle vetture non mancarono. Al giovedì i commissari tecnici diramarono un comunicato in cui evidenziarono delle criticità che riguardano quasi tutti gli iscritti al gran premio, annunciando anche che tutte le vetture non considerate in regola non avrebbero preso parte alla gara. Oltre alla controversa Brabham, vennero considerate illegali, sempre per la presenza dei correttori d'assetto, le Fittipaldi e le ATS. Altre scuderie, tra cui Ferrari e Alfa Romeo, furono invitate a rimuovere le appendici in plastica montate sulle monoposto. Di fatto anche Williams, Osella, Ensign, Tyrrell, McLaren, Theodore e Arrows non vennero considerate regolamentari.
I team legati alla FOCA minacciarono l'abbandono del gran premio, qualora non fosse stata stabilita nuovamente la regolarità delle minigonne flessibili e dei correttori di altezza, tanto che non si presentarono alle prove libere del venerdì, alla quale parteciparono solo i team vicini alla FISA. La FOCA, che inviò a trattate Max Mosley, propose di non considerare più la gara come valida per il Mondiale, e di trasformarla in una gara del Gruppo 8 (la Formula Libre che non imponeva il rispetto di particolari requisiti tecnici, come fatto per il Gran Premio del Sudafrica). La FOCA, che rischiava una multa per la non effettuazione della gara, infine accettò in parte le richieste dei commissari, e ottenne un'ulteriore sessione di prove libere al venerdì pomeriggio, da effettuarsi prima di quelle ufficiali. I commissari, dal loro canto, permisero alla Brabham di mantenere i correttori di altezza.

### Aspetti sportivi

Riccardo Patrese al volante di un'Arrows A3. Il padovano conquisterà il secondo posto e sarà il primo italiano, dal Gran Premio d'Italia 1966, a conquistare un podio in un gara corsa nel proprio Paese.

Fu il primo Gran Premio di San Marino di Formula 1. La pista di Imola aveva già ospitato l'edizione 1980 del Gran Premio d'Italia, al posto della tradizionale sede di Monza. L'Italia ospitava così, per la seconda volta, due gran premi validi per il campionato mondiale di F1 nello stesso anno: il precedente risaliva al 1957 quando, oltre al gran premio nazionale, venne inserito nel calendario iridato anche il GP di Pescara.
Il 10 aprile venne arrestato a Zurigo, per reati di natura finanziaria, David Thieme, titolare della Essex Overseas Petroleum, sponsor principale della Lotus, anche se la notizia venne diffusa solo il 14, due giorni dopo il Gran Premio d'Argentina. La Lotus, già in crisi per la lite con la FISA in merito alla regolarità del modello 88, affermò di voler comunque proseguire la sua attività in Formula 1.
Il gran premio vide l'esordio per il pilota milanese Michele Alboreto, iscritto dalla Tyrrell, al posto di Ricardo Zunino. Alboreto aveva vinto nel 1980 il Campionato europeo di F3. L'altra novità riguardò l'impiego, da parte dell'ATS di una seconda vettura, affidata allo svedese Slim Borgudd. Prima di diventare pilota automobilistico, Borgudd era stato un affermato batterista jazz-rock, che suonò in diversi gruppi locali e fu anche session-man per diversi lavori degli ABBA, il cui nome apparve sulla monoposto tedesca quale sponsor. Lo svedese aveva una certa esperienza nei campionati di Formula 3. La casa tedesca era stata sul punto anche di sostituire Jan Lammers con Jean-Pierre Jarier, ormai liberato dalla Ligier, ma successivamente confermò Lammers.
La gara vide anche l'esordio per una nuova scuderia, la britannica Toleman. La casa aveva vinto la Formula 2 nel 1980, conquistando i primi due posti nella classifica piloti, con Brian Henton e Derek Warwick. I due vennero confermati anche per l'avventura nella massima serie. L'assenza della Lotus evitò la necessità di effettuare le prequalifiche.
Nelle prove libere di mercoledì 22 aprile il più rapido fu Alain Prost su Renault che chiuse in 1'35"8, circa due secondi più lento del tempo ottenuto l'anno precedente dal poleman René Arnoux. Il giorno successivo la pioggia non consentì ai piloti di migliorare il crono di Prost; a causa di uno sciopero delle dogane non poterono partecipare alle prove le vetture delle scuderie britanniche.
I prezzi per assistere alla gara andavano dalle 15.000 lire per l'ingresso semplice, alle 80.000 per la tribuna. Vi furono dei dubbi in merito alla trasmissione televisiva della gara vista l'alta richiesta della FOCA alla RAI, circa 40 milioni di lire.

## Qualifiche

### Resoconto
Al venerdì la questione della regolarità delle monoposto comportò un ritardo nell'effettuazione delle prove ufficiali, di tre ore e mezzo. Il più rapido fu René Arnoux della Renault, in 1'35"281, che precedette Gilles Villeneuve, su Ferrari, di tre decimi. Nelson Piquet, al volante della vettura più controversa, la Brabham BT49C chiuse ottavo, staccato di oltre due secondi.
Al sabato Villeneuve portò il limite a 1'34"523, precedendo Carlos Reutemann e le due Renault. Per la casa di Maranello fu la prima pole position col modello turbo, e la prima da quello fatta propria da Jody Scheckter nel Gran Premio di Monaco 1979. Fu anche la seconda, e ultima, pole conquistata da Villeneuve nel mondiale. Il canadese ottenne il tempo migliore col muletto, che disponeva di un telaio tradizionale. Piquet chiuse in terza fila, davanti all'altro ferrarista Didier Pironi. Non si qualificarono le Toleman. Al termine delle prove vennero sigillati i motori dei primi quattro classificati, al fine di consentire un successivo controllo.

### Risultati
Nella sessione di qualifica si è avuta questa situazione:
| Pos | Nº | Pilota                | Costruttore              | Tempo    | Griglia |
| --- | -- | --------------------- | ------------------------ | -------- | ------- |
| 1   | 27 | Gilles Villeneuve     | Ferrari                  | 1'34"523 | 1       |
| 2   | 2  | Carlos Reutemann      | Williams-Ford Cosworth   | 1'35"239 | 2       |
| 3   | 16 | René Arnoux           | Renault                  | 1'35"281 | 3       |
| 4   | 15 | Alain Prost           | Renault                  | 1'35"597 | 4       |
| 5   | 5  | Nelson Piquet         | Brabham-Ford Cosworth    | 1'35"733 | 6       |
| 6   | 28 | Didier Pironi         | Ferrari                  | 1'35"868 | 7       |
| 7   | 7  | John Watson           | McLaren-Ford Cosworth    | 1'36"241 | 8       |
| 8   | 1  | Alan Jones            | Williams-Ford Cosworth   | 1'36"280 | 8       |
| 9   | 29 | Riccardo Patrese      | Arrows-Ford Cosworth     | 1'36"390 | 9       |
| 10  | 26 | Jacques Laffite       | Ligier-Matra             | 1'36"477 | 10      |
| 11  | 23 | Bruno Giacomelli      | Alfa Romeo               | 1'36"776 | 11      |
| 12  | 22 | Mario Andretti        | Alfa Romeo               | 1'36"919 | 12      |
| 13  | 6  | Héctor Rebaque        | Brabham-Ford Cosworth    | 1'37"264 | 13      |
| 14  | 8  | Andrea De Cesaris     | McLaren-Ford Cosworth    | 1'37"332 | 14      |
| 15  | 20 | Keke Rosberg          | Fittipaldi-Ford Cosworth | 1'37"459 | 15      |
| 16  | 33 | Patrick Tambay        | Theodore-Ford Cosworth   | 1'37"545 | 16      |
| 17  | 4  | Michele Alboreto      | Tyrrell-Ford Cosworth    | 1'37"771 | 17      |
| 18  | 25 | Jean-Pierre Jabouille | Ligier-Matra             | 1'38"140 | 18      |
| 19  | 3  | Eddie Cheever         | Tyrrell-Ford Cosworth    | 1'38"266 | 19      |
| 20  | 32 | Beppe Gabbiani        | Osella-Ford Cosworth     | 1'38"302 | 20      |
| 21  | 14 | Marc Surer            | Ensign-Ford Cosworth     | 1'38"340 | 21      |
| 22  | 31 | Miguel Ángel Guerra   | Osella-Ford Cosworth     | 1'38"773 | 22      |
| 23  | 18 | Eliseo Salazar        | March-Ford Cosworth      | 1'38"827 | 23      |
| 24  | 10 | Slim Borgudd          | ATS-Ford Cosworth        | 1'39"079 | 24      |
| NQ  | 30 | Siegfried Stohr       | Arrows-Ford Cosworth     | 1'39"112 | NQ      |
| NQ  | 17 | Derek Daly            | March-Ford Cosworth      | 1'39"157 | NQ      |
| NQ  | 9  | Jan Lammers           | ATS-Ford Cosworth        | 1'39"419 | NQ      |
| NQ  | 21 | Chico Serra           | Fittipaldi-Ford Cosworth | 1'41"114 | NQ      |
| NQ  | 35 | Derek Warwick         | Toleman-Hart             | 1'43"187 | NQ      |
| NQ  | 36 | Brian Henton          | Toleman-Hart             | 1'49"951 | NQ      |

## Gara

### Resoconto

Gilles Villeneuve e Didier Pironi comandarono la prima parte della gara.

Poco prima dell'inizio della gara la pioggia bagnò il tracciato che così si presentò umido al via. Gilles Villeneuve mantenne il comando, e riuscì a rintuzzare l'attacco di Carlos Reutemann al Tamburello. L'argentino venne però passato da Didier Pironi, autore di una fulminea partenza. Dietro ai primi tre vi erano Alan Jones, Riccardo Patrese, René Arnoux, John Watson, Jacques Laffite e Nelson Piquet. Sempre al Tamburello, il pilota dell'Osella Miguel Ángel Guerra uscì di pista, fratturandosi una gamba.
Al secondo giro Jones ruppe l'alettone anteriore, ma decise di proseguire per un giro, anche se perse diverse posizioni. Al quarto giro decise infine di fermarsi ai box. Al sesto giro Riccardo Patrese passò Reutemann, mentre Watson decise di montare gomme da asciutto: la lunghezza del cambio però lo fece cadere in classifica al ventesimo posto. Il giro seguente Jacques Laffite abbandonò la gara dopo un'uscita di pista, a seguito di un duello con Arnoux. Ora la classifica vedeva davanti sempre le due Ferrari, seguite da Riccardo Patrese, Carlos Reutemann, Nelson Piquet, René Arnoux (che aveva perso la posizione a favore del brasiliano) ed Héctor Rebaque. Rebaque, al giro 9, passò anche lui Arnoux.

Da sinistra: il vincitore Nelson Piquet e il secondo classificato Riccardo Patrese sul podio.

Al quindicesimo passaggio Villeneuve decise di passare alle slick; rientrò in pista decimo. Davanti intanto Piquet aveva passato Reutemann, ponendosi terzo, dietro a Pironi e Patrese. La scelta del canadese si rivelò azzardata tanto che già al 18º giro dovette rimontare gomme da bagnato. Attorno al giro 20 la pioggia fece la sua ricomparsa sul tracciato.
Al giro 22 Nelson Piquet s'installò al secondo posto, dopo aver passato Riccardo Patrese. Nelle retrovie, al giro 29, vi fu un incidente tra Bruno Giacomelli ed Eddie Cheever: i due furono costretti al ritiro quando erano ottavo e nono. La pioggia terminò attorno al giro 30: nello stesso passaggio Andrea De Cesaris occupò il sesto posto, prendendolo ad Arnoux.
Al giro 31, Michele Alboreto tenta di resistere agli attacchi di un più veloce Beppe Gabbiani e i due entrano così in collisione alla Tosa essendo quindi costretti al ritiro: un vero peccato poiché entrambi erano avviati a concludere la gara in zona punti.
La Ferrari di Didier Pironi scontava un problema tecnico: la bandella destra della monoposto si stava staccando e non garantiva più l'effetto suolo. Ciò consentì a Piquet e a Patrese di avvicinarsi al francese. Piquet tentò per più giri di passare il ferrarista finché, al giro 47, lo affiancò alla Variante Alta e si portò al comando. Due giri dopo Pironi dovette cedere anche a Patrese. Più dietro stava rinvenendo Villeneuve, che entrò in zona punti passando prima Arnoux (al giro 45) poi De Cesaris.
Pironi si fece passare anche da Carlos Reutemann, al giro 52, e da Héctor Rebaque, sette giri dopo. Nello stesso giro Villeneuve, anche lui con problemi tecnici, cedette la sesta piazza a De Cesaris.
Nelson Piquet vinse la gara, la sua quinta vittoria nel mondiale, precedendo Riccardo Patrese (primo podio per un pilota italiano in un gran premio iridato corso in Italia dalla vittoria di Ludovico Scarfiotti nel Gran Premio d'Italia 1966) e Carlos Reutemann. Andrea De Cesaris colse il suo primo punto iridato.

### Risultati
I risultati del gran premio furono i seguenti:
| Pos | No | Pilota                | Costruttore              | Giri | Tempo/Ritiro                | Pos. Griglia | Punti |
| --- | -- | --------------------- | ------------------------ | ---- | --------------------------- | ------------ | ----- |
| 1   | 5  | Nelson Piquet         | Brabham-Ford Cosworth    | 60   | 1h51'23"97                  | 5            | 9     |
| 2   | 29 | Riccardo Patrese      | Arrows-Ford Cosworth     | 60   | + 4"58                      | 9            | 6     |
| 3   | 2  | Carlos Reutemann      | Williams-Ford Cosworth   | 60   | + 6"34                      | 2            | 4     |
| 4   | 6  | Héctor Rebaque        | Brabham-Ford Cosworth    | 60   | + 22"89                     | 13           | 3     |
| 5   | 28 | Didier Pironi         | Ferrari                  | 60   | + 25"87                     | 6            | 2     |
| 6   | 8  | Andrea De Cesaris     | McLaren-Ford Cosworth    | 60   | + 1'06"61                   | 14           | 1     |
| 7   | 27 | Gilles Villeneuve     | Ferrari                  | 60   | + 1'41"97                   | 1            |       |
| 8   | 16 | René Arnoux           | Renault                  | 59   | + 1 giro                    | 3            |       |
| 9   | 14 | Marc Surer            | Ensign-Ford Cosworth     | 59   | + 1 giro                    | 21           |       |
| 10  | 7  | John Watson           | McLaren-Ford Cosworth    | 58   | + 2 giri                    | 7            |       |
| 11  | 33 | Patrick Tambay        | Theodore-Ford Cosworth   | 58   | + 2 giri                    | 16           |       |
| 12  | 1  | Alan Jones            | Williams-Ford Cosworth   | 58   | + 2 giri                    | 8            |       |
| 13  | 10 | Slim Borgudd          | ATS-Ford Cosworth        | 57   | + 3 giri                    | 24           |       |
| NC  | 25 | Jean-Pierre Jabouille | Ligier-Matra             | 45   | Non classificato            | 18           |       |
| Rit | 17 | Eliseo Salazar        | March-Ford Cosworth      | 38   | Testacoda                   | 23           |       |
| Rit | 4  | Michele Alboreto      | Tyrrell-Ford Cosworth    | 31   | Collisione con B.Gabbiani   | 17           |       |
| Rit | 32 | Beppe Gabbiani        | Osella-Ford Cosworth     | 31   | Collisione con M.Alboreto   | 20           |       |
| Rit | 23 | Bruno Giacomelli      | Alfa Romeo               | 28   | Collisione con E.Cheever    | 11           |       |
| Rit | 3  | Eddie Cheever         | Tyrrell-Ford Cosworth    | 28   | Collisione con B.Giacomelli | 19           |       |
| Rit | 22 | Mario Andretti        | Alfa Romeo               | 26   | Cambio                      | 12           |       |
| Rit | 20 | Keke Rosberg          | Fittipaldi-Ford Cosworth | 14   | Motore                      | 15           |       |
| Rit | 26 | Jacques Laffite       | Ligier-Matra             | 7    | Sospensione                 | 10           |       |
| Rit | 15 | Alain Prost           | Renault                  | 3    | Cambio                      | 4            |       |
| Rit | 31 | Miguel Ángel Guerra   | Osella-Ford Cosworth     | 0    | Incidente                   | 22           |       |
| NQ  | 30 | Siegfried Stohr       | Arrows-Ford Cosworth     |      |                             |              |       |
| NQ  | 18 | Derek Daly            | March-Ford Cosworth      |      |                             |              |       |
| NQ  | 9  | Jan Lammers           | ATS-Ford Cosworth        |      |                             |              |       |
| NQ  | 21 | Chico Serra           | Fittipaldi-Ford Cosworth |      |                             |              |       |
| NQ  | 36 | Derek Warwick         | Toleman-Hart             |      |                             |              |       |
| NQ  | 35 | Brian Henton          | Toleman-Hart             |      |                             |              |       |
| WD  | 11 | Elio De Angelis       | Lotus-Ford Cosworth      |      | Vettura non disponibile     |              |       |
| WD  | 12 | Nigel Mansell         | Lotus-Ford Cosworth      |      | Vettura non disponibile     |              |       |

## Classifiche

### Piloti
| Pos. | Pilota            | Punti |
| ---- | ----------------- | ----- |
| 1    | Carlos Reutemann  | 25    |
| 2    | Nelson Piquet     | 22    |
| 3    | Alan Jones        | 18    |
| 4    | Riccardo Patrese  | 10    |
| 5    | Alain Prost       | 4     |
| 6    | Mario Andretti    | 3     |
| =    | Marc Surer        | 3     |
| 8    | Elio De Angelis   | 3     |
| =    | Héctor Rebaque    | 3     |
| 10   | René Arnoux       | 2     |
| =    | Eddie Cheever     | 2     |
| =    | Didier Pironi     | 2     |
| 13   | Patrick Tambay    | 1     |
| =    | Andrea De Cesaris | 1     |
| =    | Jacques Laffite   | 1     |

### Costruttori
| Pos. | Team                   | Punti |
| ---- | ---------------------- | ----- |
| 1    | Williams-Ford Cosworth | 43    |
| 2    | Brabham-Ford Cosworth  | 25    |
| 3    | Arrows-Ford Cosworth   | 10    |
| 4    | Renault                | 6     |
| 5    | Ensign-Ford Cosworth   | 3     |
| =    | Alfa Romeo             | 3     |
| 7    | Lotus-Ford Cosworth    | 3     |
| 8    | Tyrrell-Ford Cosworth  | 2     |
| =    | Ferrari                | 2     |
| 10   | Theodore-Ford Cosworth | 1     |
| =    | McLaren-Ford Cosworth  | 1     |
| =    | Ligier-Matra           | 1     |